# Canton de Menton
Le canton de Menton est une circonscription électorale française du département des Alpes-Maritimes, créée par le décret du 24 février 2014 et entrée en vigueur lors des élections départementales de 2015.

## Histoire
Un nouveau découpage territorial des Alpes-Maritimes entre en vigueur en mars 2015, défini par le décret du 24 février 2014, en application des lois du 17 mai 2013 (loi organique 2013-402 et loi 2013-403). Les conseillers départementaux sont, à compter de ces élections, élus au scrutin majoritaire binominal mixte. Les électeurs de chaque canton élisent au Conseil départemental, nouvelle appellation du Conseil général, deux membres de sexe différent, qui se présentent en binôme de candidats. Les conseillers départementaux sont élus pour six ans au scrutin binominal majoritaire à deux tours, l'accès au second tour nécessitant 12,5 % des inscrits au premier tour. En outre la totalité des conseillers départementaux est renouvelée. Ce nouveau mode de scrutin nécessite un redécoupage des cantons dont le nombre est divisé par deux avec arrondi à l'unité impaire supérieure si ce nombre n'est pas entier impair, assorti de conditions de seuils minimaux. Dans les Alpes-Maritimes, le nombre de cantons passe ainsi de 52 à 27. Le canton de Menton fait partie des quatorze nouveaux cantons du département, les treize autres cantons portant la dénomination d'un ancien canton, mais avec des limites territoriales différentes.

## Représentation

### Ancien canton  (1861-1998)

#### Conseillers généraux de l'ancien canton deMenton(1861-1998)
| Période | Période      | Identité                                 | Étiquette                | Qualité |
| ------- | ------------ | ---------------------------------------- | ------------------------ | --- |
| 1861    | 1865 (décès) | Comte Maurice de Partouneaux (1798-1865) |                          | Général de division, propriétaire à Menton |
| 1866    | 1870         | Marquis Charles Gratien de Monléon       |                          | Propriétaire Maire de Menton (1856-1870) |
| 1870    | 1883         | M. Gaspard Médecin                       | Républicain modéré       | Négociant Député de Paris (1874-1876) Maire de Menton (1870-1881)                                                                                     |
| 1883    | 1889         | M. Ernest Conduzorgues de Lairolle       | Gauche démocratique      | Avocat, bâtonnier Député (1910-1919) |
| 1889    | 1913         | M. Louis Laurenti                        | Républicain              | Rentier Maire de Menton (1885-1896) |
| 1913    | 1919         | M. Emile Biovès                          | Républicain Progressiste | Avocat Maire de Menton (1881-1885 et 1896-1905) |
| 1919    | 1929 (décès) | M. Flaminius Raiberti                    | Radical                  | Avocat Député (1890-1922) Sénateur (1922-1939) Président du Conseil Général (1911-1926) Ministre (1920-1924)                                          |
| 1930    | 1931         | M. Marcel Firpo                          | URD                      | Contrôleur des douanes |
| 1931    | 1937         | M. Henry Torrès                          | PRS                      | Avocat, dramaturge et journaliste Député (1932-1936)                                                                                                  |
| 1937    | 1940         | M. Louis Depétris (1886-1956)            | PSF                      | Industriel à Menton |
|         |              |                                          |                          | |
| 1943    | 1945         | M. Jules Corso (1901-1959)               | ?                        | Employé de commerce Adjoint au maire de Menton, Nommé conseiller départemental en 1943                                                                |
|         |              |                                          |                          | |
| 1945    | 1951         | M. Fernand Torthe                        | MLN                      | Entrepreneur Maire de Roquebrune-Cap-Martin (1935-1955)                                                                                               |
| 1951    | 1958         | M. Julien Kubler                         | RS                       | Docteur en droit Maire de Menton (1954) |
| 1958    | 1985 (décès) | M. Francis Palmero                       | CR puis UDF              | Fonctionnaire territorial Député (1958-1968) - Sénateur (1971-1985) Président du Conseil Général (1961-1964 et 1967-1973) Maire de Menton (1953-1977) |
| 1985    | 1994         | M. Jean Pérégrini (1925-2020)            | RPR                      | Entrepreneur Maire de Roquebrune-Cap-Martin (1989-1995)                                                                                               |
| 1994    | 1998         | M. Patrick Cesari                        | DVD                      | Cadre, maire de Roquebrune-Cap-Martin depuis 1995 |

#### Conseillers d'arrondissement du canton de Menton (de 1861 à 1940)
| Période                                  | Période | Identité                                       | Étiquette             | Qualité |
| ---------------------------------------- | ------- | ---------------------------------------------- | --------------------- | --- |
| 1861                                     | 1880    | Comte Jean-Baptiste de Partouneaux (1803-1885) |                       | Propriétaire à Menton                                                                                       |
| 1880                                     | 1898    | Jean Fornari                                   | Républicain           | Médecin, adjoint au maire de Menton                                                                         |
| 1898                                     | 1904    |                                                |                       | |
| 1904                                     |         | Scipion de Gubernatis                          | Républicain           | Maire de Gorbio                                                                                             |
|                                          |         |                                                |                       | |
| 1919                                     | 1922    | Alexandre Vanet                                |                       | |
| 1922                                     | 1928    | François Gaziello                              | Républicain démocrate | Maire de Castellar                                                                                          |
| 1928                                     |         | Henri-Lazare Berta                             |                       | Président de l'association de secours mutuel des mutilés, réformés et anciens combattants de Menton         |
| 1940                                     |         |                                                |                       | Les conseils d'arrondissement ont été suspendus par la loi du 12 octobre 1940 et n'ont jamais été réactivés |
| Les données manquantes sont à compléter. |         |                                                |                       | |

### Conseillers départementaux du nouveau canton (depuis 2015)
| Période élective | Période élective | Mandat | Mandat                    | Identité           | Nuance | Nuance | Qualité |
| ---------------- | ---------------- | ------ | ------------------------- | ------------------ | ------ | ------ | --- |
| 2015             | 2021             | 2015   | 2021                      | Patrick Cesari     |        | LR     | Maire de Roquebrune-Cap-Martin (depuis 1995) Vice-président du Département chargé des routes et des relations avec Monaco Ancien conseiller général du Canton de Menton-Ouest (1998-2015) |
| 2015             | 2021             | 2015   | 24 septembre 2020 (décès) | Colette Giudicelli |        | LR     | Sénatrice des Alpes-Maritimes Ancienne conseillère générale du Canton de Menton-Est (1998-2015)                                                                                           |
| 2015             | 2021             | 2020   | 2021                      | Martine Casério    |        | DVC    | Adjointe au maire de Menton |
| 2021             | 2028             | 2021   | en cours                  | Gabrielle Bineau   |        | LR     | Chef d'entreprise Adjointe au maire de Menton |
| 2021             | 2028             | 2021   | en cours                  | Patrick Cesari     |        | LR     | Conseiller sortant, 9ème Vice-Président du conseil départemental chargé des infrastructures et mobilités routières et des relations avec Monaco                                           |

### Résultats détaillés

#### Élections de mars 2015
À l'issue du premier tour des élections départementales de 2015, deux binômes sont en ballottage : Patrick Cesari et Colette Giudicelli (Union de la Droite, 42,63 %) et Thiery Gaziello et Gaelle Gucher (FN, 39,36 %). Le taux de participation est de 46,77 % (15 302 votants sur 32 720 inscrits) contre 48,55 % au niveau départemental et 50,17 % au niveau national.
Au second tour, Patrick Cesari et Colette Giudicelli (Union de la Droite) sont élus avec 55,66 % des suffrages exprimés et un taux de participation de 50,97 % (8 549 voix pour 16 678 votants et 32 718 inscrits).
Martine Casério est membre du Nouveau Centre-Les Centristes.

#### Élections de juin 2021
Le premier tour des élections départementales de 2021 est marqué par un très faible taux de participation (33,26 % au niveau national). Dans le canton de Menton, ce taux de participation est de 33,34 % (10 992 votants sur 32 967 inscrits) contre 34,55 % au niveau départemental. À l'issue de ce premier tour, deux binômes sont en ballottage : Anthony Malvault et Pascale Veran (RN, 41,15 %) et Gabrielle Bineau et Patrick Cesari (Union à droite, 37,39 %).
Le second tour des élections est marqué une nouvelle fois par une abstention massive équivalente au premier tour. Les taux de participation sont de 34,3 % au niveau national, 37,61 % dans le département et 38,48 % dans le canton de Menton. Gabrielle Bineau et Patrick Cesari (Union à droite) sont élus avec 54,64 % des suffrages exprimés (6 570 voix pour 12 687 votants et 32 973 inscrits),,.

## Composition
Le nouveau canton de Menton comprend six communes entières.
| Nom                            | Code Insee | Intercommunalité           | Superficie (km2) | Population (dernière pop. légale) | Densité (hab./km2) | Modifier                                    |
| ------------------------------ | ---------- | -------------------------- | ---------------- | --------------------------------- | ------------------ | ------------------------------------------- |
| Menton (bureau centralisateur) | 06083      | CA de la Riviera française | 14,05            | 30 326 (2022)                     | 2 158              | modifier les données · modifier les données |
| Castellar                      | 06035      | CA de la Riviera française | 12,24            | 1 042 (2022)                      | 85                 | modifier les données · modifier les données |
| Castillon                      | 06036      | CA de la Riviera française | 7,51             | 422 (2022)                        | 56                 | modifier les données · modifier les données |
| Gorbio                         | 06067      | CA de la Riviera française | 7,02             | 1 568 (2022)                      | 223                | modifier les données · modifier les données |
| Roquebrune-Cap-Martin          | 06104      | CA de la Riviera française | 9,33             | 12 419 (2022)                     | 1 331              | modifier les données · modifier les données |
| Sainte-Agnès                   | 06113      | CA de la Riviera française | 9,37             | 1 365 (2022)                      | 146                | modifier les données · modifier les données |
| Canton de Menton               | 0614       |                            | 59,52            | 47 142 (2022)                     | 792                | modifier les données                        |

## Démographie
En 2022, le canton comptait 47 142 habitants, en évolution de +3,47 % par rapport à 2016 (Alpes-Maritimes : +2,85 %, France hors Mayotte : +2,11 %).
| 2013   | 2018   | 2022   |
| ------ | ------ | ------ |
| 44 564 | 47 443 | 47 142 |